# Шаймарданов, Закий Шаймарданович
Закий Шаймарданович Шаймарданов (тат. Зәки Шәймәрдан улы Шәймәрданов, 13 июля 1923, с. Биектау, Татарская АССР — 29 января 1967, с. Кутлу-Букаш, Татарская АССР) — Герой Советского Союза, гвардии старший лейтенант, артиллерист.

## Биография
Закий Шаймарданович Шаймарданов родился 13 июля 1923 года в селе Биектау ныне Рыбно-Слободского района Татарстана в семье крестьянина. Татарин. Член КПСС с 1943 года.
Окончил 8 классов. Работал в заготовительной организации.
В Красной Армии с марта 1942 года. В действующей армии с августа 1942 года. Наводчик орудия 32-го гвардейского артиллерийского полка (13-я гвардейская стрелковая дивизия, 5-я гвардейская армия, 2-й Украинский фронт), гвардии сержант. Закий Шаймарданов отличился в боях 6 января 1944 года у села Субботица (под городом Корсунь-Шевченковский). Оставшись один у орудия, прямой наводкой уничтожил 2 вражеских танка и 4 БТР, помогая стрелкам удержать занятые позиции.
Звание Героя Советского Союза присвоено 13 сентября 1944 года.
После войны — старший лейтенант в запасе. Жил и работал на родине.
Умер 29 января 1967 года. Похоронен в селе Биектау Рыбно-Слободского района Республики Татарстан. Супруга — Зайнап проживает в Казани, дети — Рафаил проживает в Самаре, Роза проживает в одном из районов Татарстана и Рушания проживает в Казани.

## Награды
- Медаль «Золотая Звезда» Героя Советского Союза;
- орден Ленина;
- орден Отечественной войны 1-й степени;
- орден Красной Звезды;
- медали.

## Память
- В селе Биектау установлен бюст Героя.
- Именем З. Ш. Шаймарданова названа улица в селе Рыбная Слобода.